# Циганенко Галина Павлівна
Галина Павлівна Циганенко — (7 вересня 1919, селище Терни Недригайлівського району Сумської області, Україна — 6 лютого 2015, м. Донецьк) — відомий радянський та український лінгвіст, фахівець із етимології, морфеміки, словотвору, морфології, синтаксису російської та української мови; педагог, методист. Доктор педагогічних наук (з 1979 р.), доктор філологічних наук (з 1991 р.), професор (з 1979 р.), заслужений професор Донецького національного університету (з 2000 р.), член АН вищої школи України (з 1993 р.).

## Біографія
Народилась Галина Павлівна Циганенко 7 вересня 1919 року в селищі Терни Недригайлівського району Сумської області. Після закінчення семи класів (у 15 років) Галина Павлівна почала працювати в бібліотеці радгоспу ім. В.А. Балицького Чугуївського району Харківської області, одночасно викладала основи письма в межах політики лікнепу. Навчалася в Купʼянському педагогічному технікумі, з 1939 р. – на філологічному факультеті Харківського державного університету. Після закінчення університету з червоним дипломом (у 1946 р.) здобула рекомендацію до аспірантури. 
Після закінчення війни (з 1946 р.) Галина Павлівна Циганенко розпочала свою трудову діяльність у Сталінському педагогічному інституті (з 1965 р. – Донецький державний університет, нині – Донецький національний університет імені Василя Стуса), у якому працювала до кінця життя, пройшовши шлях від асистента до професора, завідувача кафедри, декана філологічного факультету, знаного науковця, автора авторитетних словників, видатного методиста. Офіційний стаж роботи – 71 рік. Г. П. Циганенко викладала курси вступу до мовознавства, історичної граматики, діалектології, сучасної російської літературної мови та методики її викладання в школі. 
У 1955 р. при Харківському державному університеті захистила кандидатську дисертацію «Прикладка в сучасній російській мові»; у 1963 р. отримала вчене звання доцента. Перша докторська дисертація Галини Павлівни Циганенко (на здобуття наукового ступеня доктора педагогічних наук) – «Лінгводидактичні проблеми вивчення структури слова російської мови в українській школі», була захищена у 1979 р. в Науково-дослідницькому інституті викладання російської мови в національній школі АПН СРСР (науковий керівник: доктор філологічних наук, професор М. М. Шанський). У 1979 р. отримала вчене звання професора.
Науковий ступінь доктора філологічних наук з двох спеціальностей (українська мова та російська мова) Г. П. Циганенко здобула, підготувавши працю «Склад слова та словотворення в російській мові (у зіставленні з українською)». Захист дисертаційного дослідження відбувся в Інституті мовознавства ім. О. О. Потебні Національної академії наук України в 1991 р.
Професор Г.П. Циганенко, окрім просвітницької й наукової діяльності, обіймала адміністративні посади: ученого секретаря, голови профкому педагогічного інституту, декана філологічного факультету (1967–1969 рр., 1981–1984 рр.), завідувача кафедри російської мови (1969–1976 рр, 1984–1989 рр.). З листопада 1993 р. – член АН вищої школи України. Протягом багатьох років була членом спеціалізованої вченої ради із захисту кандидатських дисертацій при Харківському і Донецькому університетах. Г. П. Циганенко брала безпосередню участь в отриманні Донецьким педагогічним інститутом статусу Донецького державного університету, а згодом – Донецького національного університету.

## Внесок у науку та освіт
Перша вагома праця Г. П. Циганенко – «Етимологічний словник російської мови» (Київ : Радянська школа, 1970) – народилася з практичних занять, проведених у студентських аудиторіях, переважно зі студентами-заочниками. Етимологічні розвідки було систематизовано та укладено у лексикографічну працю, значущість якої засвідчують позитивні відгуки та численні рецензії, опубліковані в авторитетних періодичних наукових виданнях Києва, Москви, Лондона. Друге (доповнене) видання «Етимологічного словника» (1989) вийшло накладом 75 000 примірників. 
Багато сил Г. П. Циганенко присвятила справі укладання підручників і посібників для середньої школи та вищих навчальних закладів. Упродовж майже 30-ти років (1967–1993) Г. П. Циганенко у співавторстві з Г. М. Іваницькою, Н. А. Пашковською, Н. В. Суровою розробляла пробні, експериментальні, стабільні підручники з російської мови для 4 – 9 класів шкіл з українською мовою навчання (70 підручників) і посібники для вчителів (7 посібників), які на сьогодні викликають велике зацікавлення в авторитетних науковців-методистів та відомих учителів-практиків.
Г. П. Циганенко – авторка наукової праці «Состав слова и словообразование в русском языке» (Київ : Радянська школа, 1978), навчально-довідкового посібника «Русский язык. Морфемика Словообразование. Этимология» (Донецьк, 1999), лекційного курсу ««Морфология современного русского языка» (Донецьк, 2005), відомих лексикографічних праць: толково-сопоставительного двуязычного (русско-украинского) словаря-справочника «Словарь служебных морфем русского языка» (Київ : Радянська школа, 1982), «Толково-сопоставительного словаря русских и украинских предлогов» (українською та російською мовами) (Київ, 2006) та ін.

## Пам'ять
Галина Павлівна Циганенко удостоєна почесних звань і нагород: медалі «За доблесну працю», нагрудного знаку «Вища школа СРСР. За відмінні успіхи в роботі», звання «Заслужений професор ДонНУ», більше двох десятків Почесних грамот Донецького університету, видавництва «Радянська школа», Союзу жінок України, Донецької облдержадміністрації. Відомості про Галину Павлівну Циганенко вміщено в біографічному енциклопедичному словнику «Жінки України» (2001). У 2019 р. до 100-річчя від дня народження професора Галини Павлівни Циганенко» у Донецькому національному університеті імені Василя Стуса було проведено Міжнародну науково-теоретичну конференцію «Теоретичні і практичні проблеми граматики».

#### МОНОГРАФІЇ. СЛОВНИКИ
Цыганенко Г. П. Этимологический словарь русского языка. Киев: Рад. шк., 1970. 599 с.
Цыганенко Г. П. Состав слова и словообразование в русском языке. Киев: Рад. шк., 1978. 151 с.
Цыганенко Г. П. Словарь служебных морфем русского языка. Киев: Рад. шк., 1982. 240 с.
Цыганенко Г. П. Этимологический словарь русского языка: более 5000 слов. 2-е изд., перераб. и доп. Киев: Рад. шк., 1989. 511 с. 
Цыганенко Г. П. Толково-сопоставительный словарь русских и украинских предлогов / Гос. б-ка литературы для юношества. Киев, 1996. 384 с. 
Цыганенко Г. П. Этимология: учебно-справочная книга. Донецк: Китис, 1999. 316 с.
Цыганенко Г. П. Толково-сопоставительный словарь русских и украинских предлогов. Алчевск: Донбасс-Медиа, 2006. 600 с.

#### ДИСЕРТАЦІЇ, АВТОРЕФЕРАТИ
Цыганенко Г. П. Приложение в современном русском языке: автореф. дис. ... канд. филол. наук / Цыганенко Г. П.; М-во высш. образования СССР, Харьков; Харьк. гос. университет, 1954. 16 с. 
Цыганенко Г. П. Лингводидактические проблемы изучения структуры слова русского языка в украинской школе: автореф. дис... д-ра пед. наук: 13.00.02 / Цыганенко Г. П.; НИИ преподавания рус. яз. в нац. шк. АПН СССР. Москва, 1978. 49 с. 
Цыганенко Г. П. Состав слова и словообразование в русском языке (в сопоставлении с украинским): автореф. дис. ... д-ра филол. наук: 10.02.01; 10.02.02 / АН УССР. Ин-т языкознания. Киев, 1991. 54 с.

#### СТАТТІ, ТЕЗИ
Галина Павлівна Циганенко є авторкою близько 40-ка саттей і тез, серед яких: 
Цыганенко Г. П. Состав слова и орфография русского языка // Рус. яз. в шк. 1969. № 5. С. 30–37. 
Циганенко Г. П. Деякі питання словотворчого аналізу в російській мові у плані синхронії // Мовознавство, 1974. № 3. С. 24–30. 
Цыганенко Г. П. О корне и производные слова (основы), вопрос об анализе их структуры в плане синхронии // Методика преподавания русского языка и литературы: респ. науч.-метод. сб.; отв. ред.: М. И. Бойко, Киев, 1974. С. 153–167. 
Цыганенко Г. П. Некоторые вопросы словообразовательного анализа в русском языке в плане синхронии // Языкознание, 1974. № 3. С. 24–30.
Цыганенко Г. П. Членимые и производные слова (основы) вопрос об анализе их структуры в плане синхронии // Методика преподавания русского языка и литературы: респ. науч.-метод. сб. Киев, 1974. Вып. 9. С. 153–167 та ін. 

#### НЕКРОЛОГИ
Циганенко Г. П. Граматичні студії. Вип. 1. Вінниця: ДонНУ, 2015. С. 204-206.
Циганенко Г. П. Мовознавство. №5, 2015. С 70-72.
РЕЦЕНЗІЇ
Цыганенко Г. П. [Рецензия] // Научные записки. Донец. пед. ин-т, 1962. Вып. 11. С. 69–82. // Рец. на кн. : Шанский Н. М. Краткий этимологический словарь русского языка: пособие для учителя, Москва: Учпедгиз, 1961. 403 с. 
Цыганенко Г. П. [Рецензия] // Русский язык в шк., 1974. № 5. С. 101–106. // Рец. на кн.: Земская Е. А. Современный русский язык. Словообразование : учеб. пособие для студентов пед. ин-тов по специальности «Русский язык и лит.». Москва: Просвещение, 1973. 304 с.
Цыганенко Г. П. [Рецензия] // Рус. яз. в нац. шк. УССР, 1986. № 10. С. 78–79. // Рец. на кн.: Современный русский язык: сб. упражнений; под ред.: Л. А. Быковой. Харьков: Вища шк., 1985. 
ВИКЛАДАННЯ РОСІЙСЬКОЇ МОВИ У ВИЩІЙ ШКОЛІ
Цыганенко Г. П. О разрядах имён прилагательных в русском языке: лекция для студентов-филологов. Донецк; Донец. гос. ун-т, 1961. 30 с.
Цыганенко Г. П. Приложение как второстепенный член предложения в современном русском языке: лекция. Сталино, 1961. 25 с.
Методические указания к написанию дипломной работы по русскому языку: [ротапринт] / Цыганенко Г. П., Лукин М. Ф. Донецк, 1977.
Методические указания к выполнению контрольной работы по современному русскому языку: раздел «Морфемика, словообразование» // сост.: З. П. Олейник, Г. П. Цыганенко. Донецк: ДонГУ, 1984. 24 с.
Программа непрерывной практики (для студентов специальности 2001) / Цыганенко Г. П., Брусенцова Г. В. Донецк: ДонГУ, 1987.
Методические указания к применению методов активного обучения в самостоятельной работе (для студентов спец. 2001) / Г. В. Брусенцова, Г. П. Цыганенко и др. Донецк: ДонГУ, 1988.
Цыганенко Г. П. Русский язык. Морфемика. Словообразование. Этимология. Донецк: КИТИС, 1999. 316 с.
Цыганенко Г. П. Морфология современного русского языка. Введение. Именные части речи. Донецк: Каштан, 2005. 344 с.
ВИКЛАДАННЯ РОСІЙСЬКОЇ МОВИ У ЗАГАЛЬНООСВІТНІЙ ШКОЛІ (ПІДРУЧНИКИ, ПОСІБНИКИ)
Галина Павлівна Циганенко має близько 40 напрацювань для загальноосвітніх шкіл:
Цыганенко Г. П. К вопросу о школьном этимологическом словаре // Наукові записки. Донецьк, 1962. Вип. 11. С. 69–82. 
Русский язык: учебные материалы для 4 класса: [ротапринт] / Цыганенко Г. П., Иваницкая Г. М., Пашковская Н. А. и др. Киев, 1967. 
Цыганенко Г. П. Учебники по русскому языку для 4, 5, 6, 7, 8, 9 классов школ с украинским языком обучения. Киев: Рад. шк., 1967. 199 с.
Русский язык: учебные материалы для 5 класса / Иваницкая Г. М., Пашковская Н. А., Сурова Н. В., Цыганенко Г. П. 1968. Вып. 1. 154 с.; Вып. 2. 154 с.
Русский язык: экспериментальный учебник для 4 класса школ с укр. яз. обучения / Иваницкая Г. М., Пашковская Н. А., Сурова Н. В., Цыганенко Г. П. Киев, 1969. 278 с та ін. 